# 栗原村 (岐阜県不破郡)
栗原村（くりはらむら）は、かつて岐阜県不破郡にあった村である。
現在の不破郡垂井町栗原などに該当する。

## 歴史
- 江戸時代、大垣藩領であった。
- 1889年（明治22年）7月1日 - 町村制により栗原村が発足。
- 1897年（明治30年）4月1日 - 室原村と合併し合原村が成立。同日栗原村廃止。